# Coopérative générale du cinéma français
La Coopérative générale du cinéma français (CGCF) est une société de production de cinéma, créée en novembre 1944, et active jusqu'en 1980.

## Historique
La CGCF est une coopérative syndicale, créée à l'initiative du Comité de libération du cinéma français (CLCF), de la CGT et du Parti communiste. Elle compte parmi ses fondateurs notamment Louis Daquin et Henri Alekan. Alors qu'elle avait à l'origine un objet plus large, la CGCF va se spécialiser rapidement dans la production, avec notamment dès 1946 La Bataille du rail de René Clément,.
À partir de la fin des années 1950 cette activité de production se tarit, et la décision de dissoudre la coopérative est prise en 1980.

## Filmographie
- 1945 : Le 6 juin à l'aube de Jean Grémillon
- 1946 : La Bataille du rail de René Clément
- 1947 : Voyage Surprise de Pierre Prévert
- 1947 : La Rose et le Réséda d'André Michel
- 1948 : Au cœur de l'orage de Jean-Paul Le Chanois
- 1948 : Parade du rire de Roger Verdier
- 1949 : L'École buissonnière de Jean-Paul Le Chanois
- 1950 : La Révolution de 1848 de Marguerite de la Mure et Victoria Mercanton
- 1950 : Un cirque passe de Jacques Letellier et Jean-François Méhu
- 1950 : Maître après Dieu de Louis Daquin
- 1951 : Ça c'est du cinéma de Claude Accursi et Raymond Bardonnet
- 1952 : Trois femmes d'André Michel
- 1952 : Agence matrimoniale de Jean-Paul Le Chanois
- 1952 : Je sème à tout vent de Pierre Kast
- 1953 : Jour de marché de Roger Verdier
- 1953 : Chemins d'avril d'Édouard Molinaro
- 1954 : L'Œil en coulisses d'André Berthomieu
- 1957 : Les Fanatiques d'Alex Joffé
- 1958 : Le Beau Serge de Claude Chabrol
- 1958 : Les Copains du dimanche d'Henri Aisner
- 1963 : La Grande Grève des mineurs de Louis Daquin
- 1964 : Naissance d'une cité, Gennevilliers de Louis Daquin